# Pavića most na Cetini kod Podgrađa
Pavića most na Cetini, kod sela Podgrađa ka Slimenu, Grad Omiš, predstavlja zaštićeno kulturno dobro.

## Opis dobra
Pavića most nalazi se na rijeci Cetini između Podgrađa i Slimena. Sagrađen je 1900. godine od strane austrougarskih vlasti. Pavića most je kameni most na 7 lukova (četiri sjeverna luka su porušena tijekom 2. svjetskog rata i zamijenjena su betonskim) izvorno zidan dotjeranim kamenim blokovima. Most je primjer inženjerske arhitekture s početka 20. stoljeća, vrijedna je povijesna građevina srasla s okolinom u skladnu cjelinu na osnovi čega ima i značajno estetsko svojstvo skulpturalnog naglaska.
Zove se po Alfonsu Paviću, carskom potpredsjedniku namjesništva Kraljevine Dalmacije, jednim od najvećih dobrotvora poljičkog kraja, koji je gradio po Poljicima.

## Zaštita
Pod oznakom Z-5685 zaveden je kao nepokretno kulturno dobro - pojedinačno, pravna statusa zaštićena kulturnog dobra, klasificirano kao "javne građevine".